# Royal International Horse Show

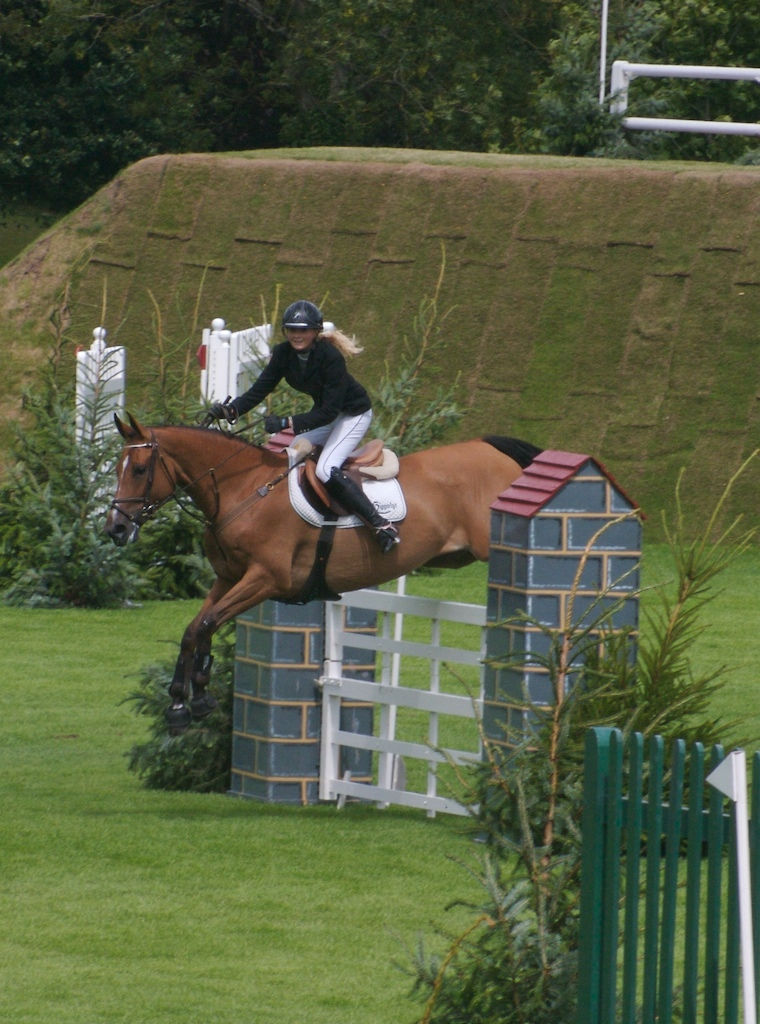
Royal International Horse Show 2009

Die Royal International Horse Show, auch RIHS, ist das Nationenpreisturnier im Springreiten Großbritanniens.
Das Turnier findet jährlich im Juli auf dem Gelände des All England Jumping Course in Hickstead statt.

## Geschichte
Die erste Royal International Horse Show fand 1907 in der Olympia Grand Hall in London statt. Das Turnier wurde einige Zeit auch im Wembley-Stadion, im White City Stadium in West London und in Birmingham veranstaltet, seit 1992 findet es in Hickstead statt.
Während der COVID-19-Pandemie entfiel das Turnier 2020. Die Veranstaltung wurde 2021 stark verkleinert als CSI 2* ausgetragen, der Nationenpreis und der King Georges V Gold Cup wurden nicht ausgerichtet.

## Nationenpreis
Der Nationenpreis Großbritanniens wird jeweils am Freitagnachmittag ausgetragen. Er war von Beginn der Serie an Prüfung der Samsung Super League und ist auch weiterhin Teil des FEI Nations Cups.
Es handelt sich bei der Prüfung um eine Springprüfung mit zwei Umläufen und Stechen über 1,60 Meter. Die Prüfung war im Jahr 2018 mit 200.000 € dotiert.

### Sieger ab 2006
- 2006:  Großbritannien (Reiter: Robert Smith, William Funnell, Michael Whitaker, John Whitaker; Chef d'Equipe: Derek Ricketts)
- 2007:  Vereinigte Staaten (Reiter: Laura Kraut, Christine McCrea, Molly Ashe Cawley, Beezie Madden; Chef d'Equipe: Melanie Smith Taylor)
- 2008:	 Deutschland (Reiter: Anna-Maria Jakobs, Philipp Weishaupt, Andreas Knippling, Holger Wulschner; Chef d'Equipe: Sönke Sönksen)
- 2009:	 Deutschland (Reiter: Janne Friederike Meyer, Rebecca Golasch, Max Kühner, Andreas Knippling; Chef d'Equipe: Sönke Sönksen)
- 2010:  Großbritannien (Reiter: Peter Charles, William Funnell, Tina Fletcher, Michael Whitaker; Chef d'Equipe: Rob Hoekstra)
- 2011:  Deutschland (Reiter: Janne Friederike Meyer, Holger Wulschner, Philipp Weishaupt, Marcus Ehning; Chef d'Equipe: Sönke Sönksen)
- 2012:  Irland (Reiter: Shane Breen, Richie Moloney, Darragh Kerins, Clement McMahon; Chef d'Equipe: Robert Splaine)
- 2013:  Deutschland (Reiter: Marcus Ehning, Meredith Michaels-Beerbaum, Hans-Dieter Dreher, Ludger Beerbaum; Chef d'Equipe: Otto Becker)
- 2014:  Vereinigte Staaten (Reiter: McLain Ward, Reed Kessler, Margie Goldstein-Engle, Beezie Madden; Chef d'Equipe: Robert Ridland)
- 2015:  Belgien (Reiter: Pieter Devos, Judy-Ann Melchior, Gudrun Patteet, Olivier Philippaerts; Chef d'Equipe: Dirk Demeersman)
- 2016:  Deutschland (Reiter: Meredith Michaels-Beerbaum, Janne Friederike Meyer, Patrick Stühlmeyer, Ludger Beerbaum; Chef d'Equipe: Otto Becker)
- 2017:  Brasilien (Reiter: Marlon Modolo Zanotelli, Pedro Veniss, Yuri Mansur Guerios, Pedro Junqueira Muylaert; Chef d'Equipe: Pedro Paulo Luz Lacerda)
- 2018:  Irland (Reiter: Trevor Breen, Richie Moloney, Michael Duffy, Anthony Condon; Chef d'Equipe: Rodrigo Pessoa)
- 2019:  Schweden (Reiter: Fredrik Jönsson, Angelie von Essen, Peder Fredricson, Rolf-Göran Bengtsson; Chef d'Equipe: Henrik Ankarcrona)
- 2022:  Frankreich (Reiter: Olivier Robert, Edward Levy, Marc Dilasser, Kevin Staut; Chef d'Equipe: Henk Nooren)

## King Georges V Gold Cup
Der King Georges V Gold Cup ist der Große Preis der Royal International Horse Show. Sponsor der Prüfung, die als Springprüfung mit zwei Umläufen über 1,60 Meter ausgeschrieben ist, ist Longines. Im Jahr 2018 war die Prüfung mit 150.000 € dotiert, fünf Jahre zuvor noch mit 200.000 €.

### Sieger ab 2006
| - 2006: Roger-Yves Bost mit Ideal de la Loge - 2007: Aymeric de Ponnat mit Jubilee d'Ouilly - 2008: Holger Wulschner mit Clausen - 2009: Peter Charles mit Pall Mall H - 2010: Tim Stockdale mit Kalico Bay - 2011: Kent Farrington mit Uceko - 2012: Hendrik-Jan Schuttert mit Cerona - 2013: Ben Maher mit Tripple X III - 2014: Beezie Madden mit Cortes'C - 2015: Beezie Madden mit Cortes'C |  |  | - 2016: Billy Twomey mit Lizziemary - 2017: Yuri Mansur Guerios mit Babylotte - 2018: Kevin Jochems mit Captain Cooper - 2019: David Will mit Never Walk Alone - 2022: Gilles Thomas mit Aretino |